# Kumà
|  | Per a altres significats, vegeu «Kuma-ryū». |

El Kumà és un riu de Rússia, en la regió septentrional del Caucas. Aquest riu neix en el vessant nord d'aquesta muntanya, en territori de Kuban, corre vers el nord-est rega les regions de Tèrek i Stàvropol, travessa una sèrie de llacs i es perd en l'estepa arenosa, abans d'arribar al mar Càspia, al qual assoleix en època de crescudes, entre Serebriakovskaia i Berinsiak. El seu curs és de 540 km de llarg.